# الكورواي
الكورواي الذي يُطلق عليه أيضًا كولوفو قبائل بدائية تعيش في غابات بابو في اندونيسيا، بالقرب من الحدود مع بابوا غينيا الجديدة. ويقدر عددهم حوالي 3,000 تُبني منازلهم على ارتفاعات مرتفع فوق الأشجار، وتصنف من ضمن القبائل آكلة لحوم البشر.

## قبائل الكورواي
قبيلة كورواي في بابوا غينيا الجديدة في اندونيسيا هي قبائل بدائيه تمارس أكل لحوم البشر. منازل هذه القبيلة تبنى عالياَ فوق الجبال كوسيلة حماية من الجوعى الأخرون. وبسبب استهلاك اللحم البشري الخارج عن الطور والمألوم، تطور لدى أعضاء هذه القبيلة مرض جيني باسم كورو والذي يعرف بمرض الضحك
يسمي الكورواي اسم كولوفو، وهم الذين يعيشون في جنوب شرق بابوا في مقاطعة بابوا الاندونيسية، على مقربة من الحدود مع بابوا غينيا الجديدة. وهم عددهم نحو 3,000

## لغتهم
تنتمي لغة كورواي إلى عائلة أويو دوموت (جنوب شرق بابوا) وهي جزء من عائلة ترانس نيو غينيا. تم إنتاج قاموس وكتاب نحوي من قبل المبشر الهولندي

## اقتصاد
والكورواي صيادين ويمارسون الزراعة. لديهم مهارات صيد الأسماك ممتازة. معلومات حول أنماط التجارة الكوروايه ضئيلة. لدى الكوروي بعض الأنشطة الخاصة بالجنس، مثل إعداد الساجو وأداء الاحتفالات الدينية التي يشارك فيها الذكور فقط.
منذ بداية تسعينيات القرن الماضي، حقق بعض كوروي دخلاً نقدياً معتدلاً من خلال العمل مع شركات سياحية تبيع رحلات إلى منطقة كوروي. في صناعة السياحة، تقتصر الفرص على استضافة مجموعات سياحية في قرى لعيد ساغو برعاية السائحين وحمل الأمتعة وأداء العروض التقليدية

## تاريخيا
مجتمع الكورواي هو آخر مجتمعات العصر الحجري المتبقي في العالم، توجد في جنوب شرق بابوا، بغينيا الجديدة في إندونيسيا، لم تتخط أعدادهم الـ3000، يعيشون في عزلة تامة عن العالم الخارجي، فأبناء قبيلة «كورواي» السرية الغامضة، وحتى عام 1970 لم تكن تلك القرى معروفة لأحد.
- وكان أول اتصال موثق مع العالم الخارجي في عام 1974 عندما التقى مجموعة من العلماء بأفراد من إحدى العشائر، وفي عام 2006، قاد المرشد السياحي والمراسل "بول رافائيلي" طاقم تلفزيون أسترالي للقاء القبيلة.

## القرابة
يوجد وحدة مركزية لقبائل الكورواي فيما يتعلق بالتنظيم الاجتماعي والاقتصادي والسياسي، مع العلم بوجود معارضة بين العلاقات المتقاطعة والمتوازية. في مجتمع الكورواي، توجد أشكال الرفع المؤسسي وهيمنة العلاقات غير المفهومة، بالإضافة إلى نوع من العلاقات التجنبية المعقده. فيوجد تعدد بالزواج كما تعطى الأفضلية للعلاقة الزوجية مع ابنة شقيق أم الأم.

## الحياة الاجتماعية
يعيش «الكورواي» في أعشاشهم التي بنوها فوق جذوع الأشجار ليرتفعوا بها عن سطح الأرض محتمين بارتفاعها من الغرباء الذين يسلبونهم حريتهم ليتخذوهم كعبيد، حيث إنهم يخشون الغرباء، ويطلقون عليهم «أشباح الشياطين»، كما يؤمنون بالتقاليد القديمة والأساطير والسحر، ويعتقدون أن أسلافهم الأموات يمكن أن يعودوا إلى الحياة في أي وقت.يعتمدوا علي الطبيعة من حولهم ويعرفونها جيداً، فكل شيء حولهم بدائي، وأدواتهم من الحجر والخشب فقط، يصنعون أسلحتهم من الأشجار، حيث يعتمدون في غذائهم على اصطياد الأسماك والحيوانات وكذلك الإنسان، وكذلك يصنعون البايب من الأشجار، فهو يعتبر من النشاطات الاجتماعية المشهورة بينهم، وتعتبر«ديدان الساجو» من الآكلات المفضلة لديهم، واتهمت القبيلة انها آكلة لحوم البشر، وأن من الأكلات المفضلة لديهم هي المخ البشري، ولكن لا يوجد ما يثبت ذلك فعلًا.
وقد ادعى أن غالبية عشائر كورواي يعيش في منازل شجرة على أراضيها المعزولة، ولكن كشفت بي بي سي مؤخرا في عام 2018 أن كورواي قد شيدت المنازل الشجر «لصالح صناع البرامج الخارجية» ولم يعيشوا في الواقع. منذ نحو 1980 انتقلت إلى القرى التي تم فتحها مؤخرا في (منطقة كومباي-كورواي)، في عام 1987، مابول في نهر إيلندين (1989)، وخيفلامبولوب (1998)، وتبع معدل الغياب القرية عالية، بسبب المسافة الطويلة نسبيا بين المستوطنات والمواد الغذائية (ساغو).ويعرف الآن التدخين وليس الكحول

## معتقدات
كانوا يعتقدون أنهم وحيدون في هذا العالم، يؤمنون بالسحر، عراة الأجساد، يأكلون لحوم البشر، يعيشون فوق الأشجار، يؤمنون بالتقاليد القديمة والأساطير والسحر، ويعتقدون أن أسلافهم الأموات يمكن أن يعودوا إلى الحياة في أي وقت.
تمتلئ الكون كورواي مع جميع أنواع المشروبات الروحية، (الزنجبيل)بالنسبة إليهم، روح الخالق، لا يعزو كوروي دورًا مهمًا في حياتهم اليومية. مرة واحدة في العمر، يجب على عشيرة الكورواي تنظيم مهرجان نكش ساغو من أجل تحفيز الرخاء والخصوبة بطريقة الطقوس. في أوقات الشدة، يضحون بالخنازير المستأنسة لأرواح الأسلاف. للكوروي تقاليد شفهية غير عادية وغنية: الأساطير، الحكايات الشعبية، والأقوال والسحر (السحرية)، وتقاليد الطوطم. فيما يتعلق بالموت والحياة الآخرة، يؤمن كوروي بوجود نوع من التناسخ: يمكن إعادة أولئك الذين لقوا حتفهم في أي وقت إلى أرض الحي، من قبل أقاربهم في أرض الموتى، من أجل إعادة التناسخ في رضيع حديث الولادة من عشيرة خاصة بهم.

## التواصل مع الغربيين
تم أول اتصال موثق من قبل علماء غربيين مع أعضاء فرقة من غرب كوروي (أو سيتاك الشرقية) في 17-18 مارس 1974. وشاركت في الحملة البعثة عالم الأنثروبولوجيا بيتر فان أرسدال (الآن في جامعة دنفر)، العالم الجغرافي روبرت ميتون، ومطور المجتمع مارك (دينيس) جروندهوفر. صادف ثلاثون رجلاً على الضفة الجنوبية لنهر إيلاندن العلوي، على بعد حوالي 12 ميلاً إلى الشرق من تقاطعها مع نهر كولف وعلى بعد 10 أميال شمال نهر بيكينج. تم إنشاء قائمة كلمات أساسية وتسجيل الملاحظات حول أشياء مثل تقنيات صنع النار.
في أواخر سبعينيات القرن العشرين، بدأ عدد قليل من المبشرين المسيحيين (الهولنديين البروتستانت) بالعيش بين الكورواي.قام ديا سودارمان، عالم الأنثروبولوجيا الإندونيسي، بتصوير العديد من الأفلام الوثائقية على الكورواي للتلفزيون الياباني في الثمانينيات. في عام 1993، وثق طاقم الفيلم دراسة أنثروبولوجية في منطقة قرية دايو من قبل معهد سميثسونيان لبناء منزل شجرة كورواي وممارسة أكل لحوم البشر كشكل من أشكال العدالة الجنائية. وأدى ذلك إلى فيلم لوردات الحديقة. في عام 1996، تم تأسيس مجتمع مسيحي محلي، نشأ أفراده أساسًا من سكان كومبايب المجاورة. منذ فترة طويلة يعتبر الكورواي مقاومًا بشكل استثنائي للتحول الديني؛ ومع ذلك، بحلول نهاية التسعينيات، تعمد أول من اعتنق المسيحية. في خريف عام 2003، انتقل فريق صغير من مترجمي الكتاب المقدس
في أيار / مايو 2006، قاد المرشد السياحي بول رافاييل طاقم 60 دقيقة أستراليًا لتقديم تقرير عن الناس. بعد بضعة أيام من التصوير، زُعم أن الطاقم اقترب منه رجل ادعى أن ابن أخيه وا-وأو البالغ من العمر 6 سنوات قد اتُهم بأنه خاكوا (طبيب ساحر)، وكان في خطر تفكيكه. رفض طاقم الـ 60 دقيقة تقديم المساعدة. اقترب بول رافاييل من شبكة شبكة سفن المنافسة، والتي وافقت على إرسال طاقم Today Tonight لإزالة "Wa-Wa" من المنطقة. قبل التمكن من الوصول إليهم، تم ترحيل الطاقم من قبل السلطات الإندونيسية في العاصمة بابوا قضايا التأشيرة جايابوفر. [بحاجة لمصدر]
يعرض فيلم وثائقي «جهة الاتصال الأولى» لهيئة الإذاعة البريطانية لعام 2007، الذي قدمه مارك أنستيس، لقطات من لقاءه عام 1999 مع أفراد من شعب كوروي، ويصف كيف انزعجوا من رؤية «شبح أبيض»، أشار وجودهم إلى أن نهاية العالم كانت اقترب منه.
في الفترة من يناير إلى فبراير 2011، كلف فيلم وثائقي لهيئة الإذاعة البريطانية Human Planet بمبنى كوروي على ارتفاع 35 مترا

## أكل لحوم البشر
تم الإبلاغ عن كوروي لممارسة أكل لحوم البشر طقوس حتى يومنا هذا. يشك علماء الأنثروبولوجيا في أن أكل لحوم البشر لم يعد يمارس من قبل عشائر كوروي التي كان لها اتصال دائم مع الغرباء. تشير التقارير الأخيرة إلى أن بعض العشائر قد تم إقناعها لتشجيع السياحة من خلال إدامة الأسطورة القائلة بأن أكل لحوم البشر لا يزال ممارسة نشطة

## هندسة معمارية
يعد التصميم المعماري المميز شديد الارتفاع لمنازل كورواي، أعلى بكثير من مستويات مياه الفيضان، شكلاً من أشكال التحصين الدفاعي والحماية أيضا من العشائر المتنافسة من الهجوم عليهم (وخاصة النساء والأطفال) بسبب العبودية أو أكل لحوم البشر يعمل طول ركائز الحديد المشغول أيضًا على حماية المنزل من هجمات الحرق العمد التي تندلع فيها الأكواخ ويدخن السكان